# Світлове поле

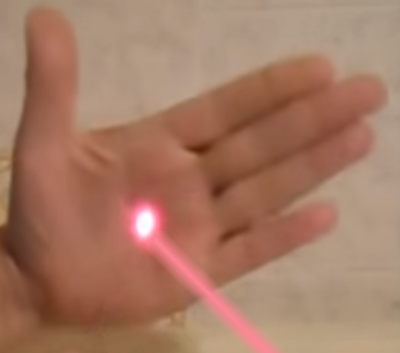
Вектор лазерного променя створює світлове поле.

Світлове́ по́ле або по́ле світлово́го ве́ктора — ділянка простору, заповнена світлом.
У теорії світлового поля використовується поняття про світлові лінії, аналогічне поняттю силових ліній у класичній теорії фізичних полів.
У фотометрії — функція, яка описує кількість світла, що поширюється в будь-якому напрямку через будь-яку точку простору.
1846 року Майкл Фарадей у своїй лекції «Роздуми про коливання променів» уперше припустив, що світло слід інтерпретувати як поле, приблизно так само, як магнітні поля, над якими він працював на той час уже кілька років.
Фразу «світлове поле» використав як назву Гершун А. О. для своєї класичної наукової праці про радіометричні властивості світла в тривимірному просторі (1936). Оскільки промені в просторі можна параметризувати трьома координатами x, y і z і двома кутами θ і φ, Гершун і пізніше Адельсон (Adelson, 1991), визначив світлове поле в кожній точці простору як п'ятивимірну функцію. Однак він розглядав його як нескінченний набір векторів, по одному на напрямок, що падають на точку, з довжинами, пропорційними їх випромінюванню. Інтегрування цих векторів за будь-якою групою джерел світла або за всією сферою напрямків дає одиничне скалярне значення — повну освітленість у цій точці та результатний напрямок.
У комп'ютерній графіці ця вектор-функція тривимірного простору має назву «векторне поле освітленості» (Arvo, 1994).